# Chiesa di Santo Stefano (Geraci Siculo)
La chiesa di Santo Stefano è una chiesa di Geraci Siculo.
Oggi funge da Auditorium, ha una struttura a croce greca irregolare risalente al primo Seicento e possiede un caratteristico campanile a conci policromi.

## Opere
Tra le opere d'arte che contiene, è interessante la scultura lignea policroma e dorata di Santo Stefano del XVI secolo.
Il dipinto datato 1609, olio su tela raffigurante la Visione di Santo Stefano Protomartire con portali laterali contenenti otto riquadri illustranti episodi di vita (Nascita, Pellegrinaggio, Diaconato, Disputa, Allontanamento, Lapidazione, Sepoltura, Ritrovamento), opera dell'artista madonita Giuseppe Salerno soprannominato lo Zoppo di Ganci.